# Codex Einsidlensis 121
Der Codex Einsidlensis 121 aus der zweiten Hälfte des 10. Jahrhunderts enthält das älteste vorhandene und noch praktisch vollständige Messantiphonar, auch als Graduale bezeichnet. Die im Jahresablauf wechselnden Elemente des Gottesdienstes, die Propria missae, sind geordnet aufgeführt, wodurch der Codex für die Liturgiewissenschaft von grossem Wert ist. Von herausragender Bedeutung ist die beinahe durchgehende Notation der Texte; aus diesem Grund bildet der Codex musikgeschichtlich eine wichtige Stütze für die Erforschung des Gregorianischen Chorals. In einem zweiten Teil sind die ebenfalls mit einer Notation versehenen Sequenzen des Mönches Notker von St. Gallen, der Liber Ymnorum, aufgeführt. Die beiden Teile bilden eine zusammengehörige Einheit und wurden wahrscheinlich für Gregor, den dritten Abt des Klosters Einsiedeln, zum persönlichen Gebrauch geschrieben.

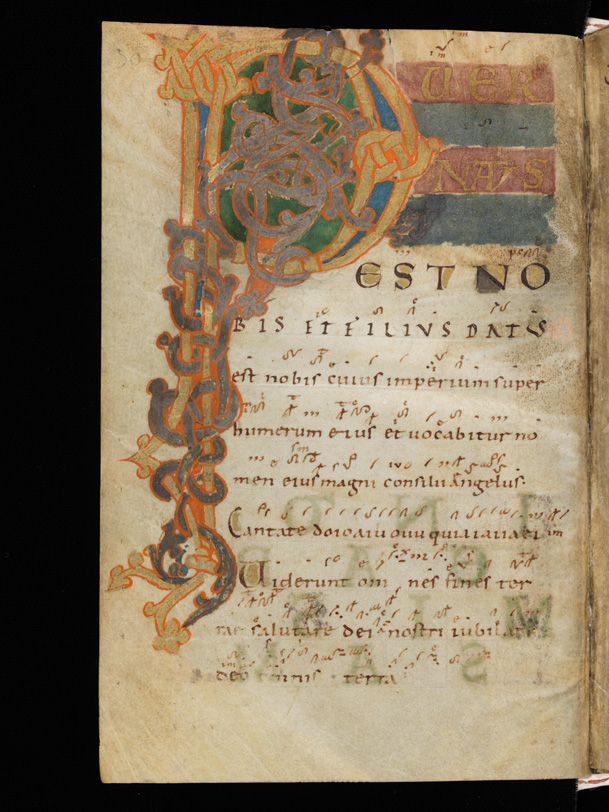
Grosse Initiale P, in Gold mit roter Konturierung und Rankenwerk, S. 30

## Beschreibung des Codex
Das Manuskript umfasst 600 Pergamentseiten, welche sich heute in einem Format von 105 × 160 mm präsentieren; allerdings waren diese wohl ursprünglich grösser und wurden bei einer Neueinbindung zurechtgeschnitten. Im Zuge von Restaurierungsarbeiten wurde der Einband bei mehreren Gelegenheiten erneuert; das letzte Mal im Jahre 2010, wo ein spezieller Konservierungseinband angebracht wurde, um den Codex für die Digitalisierung auf E-codices weiter öffnen zu können. Anhaltspunkte dafür, wie der Codex zur Entstehungszeit äusserlich ausgesehen haben könnte, sind keine mehr vorhanden. Die Handschrift weist bloss geringe Schäden auf; nur einige wenige Seiten fehlen. An manchen Stellen sind jedoch aufgrund der häufigen Konsultierung des Codex gerade in der jüngeren Vergangenheit die Schriftzüge verblasst. Der Text ist mit bräunlicher Tinte in einer karolingischen Minuskel geschrieben; sowohl das Graduale wie auch die Sequenzen wurden von je einem Schreiber abgefasst und anschliessend zusammengefügt.
Vor der Niederschrift wurden die Seiten sorgfältig eingerichtet, wovon die noch sichtbare Linierung Zeugnis ablegt. Im ersten Teil, dem Graduale, erfolgte die Notation in Form von für das 10. Jahrhundert charakteristischen Neumen und Litterae significativae oberhalb der Zeilen, während sie bei den Sequenzen jeweils am Rand vorgenommen wurde. Die Verwendung dieser bereits weit entwickelten Form der Notenschrift ermöglichte es, auch blosse Nuancen in der Tonhöhe adäquat wiederzugeben.

## Inhalt

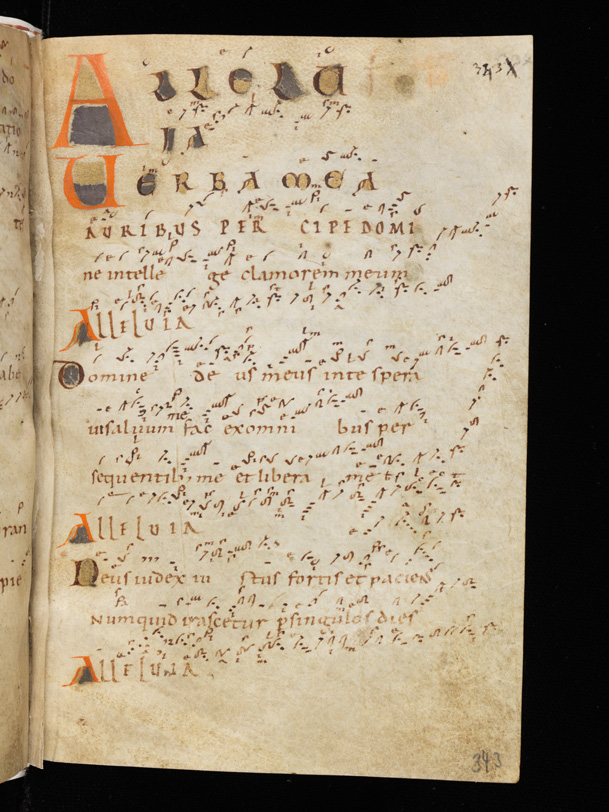
Der Beginn der Halleluja-Verse mit deutlich sichtbaren Neumen, S. 343

Das Graduale mit seinen verschiedenen Elementen erstreckt sich über die Seiten 1–428; die erste wie auch die letzte Seite fehlen jedoch. In ihm finden sich die einzelnen Bestandteile des Gottesdienstes mit während des Kalenderjahres wechselnden Texten in dieser Reihenfolge:
- 1–342: Proprium de tempore et de Sanctis (verschiedene Gesänge zum Introitus, Halleluja, Tractus, Offertorium und zur Communio)
- 343–370: separate Aufführung von weiteren Halleluja-Versen
- 372–416: Antiphonen für die verschiedenen Teile des Proprium
- 417–427: Psalmen zu den Communio-Antiphonen
- 428: Erwähnung einiger Wochentags- und Votivmessen

Bemerkenswert ist die Aufführung der Psalmen zu den Communio-Antiphonen in einem gesonderten Teil; bei anderen Gradualhandschriften sind diese bereits in die Antiphonen selbst integriert. Die Notation weist dasselbe Alter auf wie der Text; an mehreren Stellen finden sich Hinzufügungen aus späterer Zeit.
Die Sequenzen Notkers nehmen die Seiten 429–599 ein; sie bilden, obwohl von einer anderen Hand geschrieben, eine Sinneinheit mit dem vorangehenden Graduale, da auch die Sequenzen zum Proprium missae gehören. Sie stellen einen eher auf den rätischen Raum bezogenen Teil des Codex dar, denn anders als beim Graduale, welches strikt auf die Liturgie Roms ausgerichtet ist und keine Rücksicht auf je nach Gegend unterschiedliche Ausprägungen der Messe nimmt, sind hier auch regionale Eigenarten erhalten, die sich anderswo nur selten finden. Beim einleitenden Text, dem sogenannten Notkerbrief, fehlt die erste Seite. Anschliessend folgen mit dem Liber Ymnorum insgesamt 71 Sequenzen, von denen allerdings nur für 40 die Urheberschaft Notker zugeschrieben werden kann, die anderen muss er aus schon bestehenden Sammlungen übernommen haben. Einige wenige Sequenzen sind aber erst in späteren Jahrhunderten entstanden und wurden von anderen Schreibern hinzugefügt, so etwa auf den letzten Seiten der Handschrift.

## Buchschmuck
Beide Teile des Codex sind an einigen Stellen mit grossen Verzierungen versehen. Die Mehrheit der Seiten ist allerdings nicht speziell kalligraphisch oder durch Illustrationen ausgestaltet worden; die Überschriften sind jeweils mit Minium in roter Farbe gehalten und die am Anfang eines Abschnittes stehenden Buchstaben sind als Initialen bisweilen mit Gold und Silber, manchmal zusätzlich mit einer roten Konturierung und Rankenwerk verziert.

## Geschichte des Codex
Als Ursprungsort des Manuskriptes nannte die Klosterüberlieferung stets Einsiedeln selbst; so findet sich auf dem Vorsatzblatt ein Bericht über eine Restaurierung aus dem Jahr 1597, wo erwähnt wird, dass der Codex für Gregor, den dritten Abt von Einsiedeln, hergestellt worden sei. Erst durch Forschungen in jüngerer Zeit wurde diese Annahme wissenschaftlich untermauert. In der Ausgestaltung des Codex sind Einflüsse der Klöster St. Gallen und Reichenau bemerkbar, weswegen für die Entstehung der Handschrift auch diese Orte in Betracht gezogen wurden. Die beiden Schreiber lernten wohl in diesen Klöstern ihr Handwerk, verfassten den Codex aber in Einsiedeln selbst, gemäss paläographischen Untersuchungen und Vergleichen mit anderen Handschriften in den Jahren zwischen 960 und 980, der Zeit des Abtes Gregor. Zudem lässt das relativ kleine Format des Codex auf einen privaten Gebrauch schliessen; als Gesangbuch für die Gemeinschaft war er wegen der geringen Grösse ungeeignet. Anscheinend hat das Manuskript Einsiedeln nie verlassen; es finden sich Einträge in der Schrift des Heinrich von Ligerz, eines Einsiedler Bibliothekars im 14. Jahrhundert, sowie aus der Neuzeit weitere Besitzvermerke des Stiftes Einsiedeln.

## Galerie

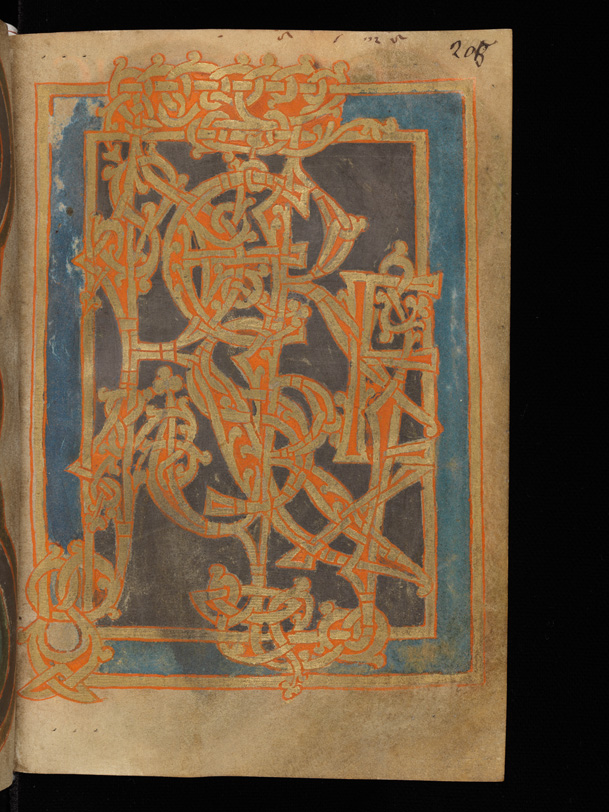
Das Wort resurrexi als ineinander verschlungenes Monogramm, S. 205
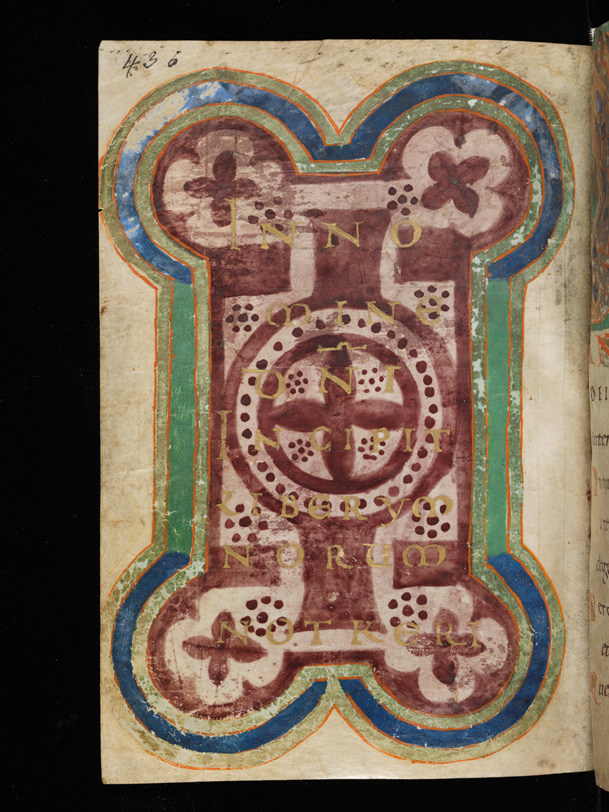
Titelblatt zu Notkers Liber Ymnorum, S. 436
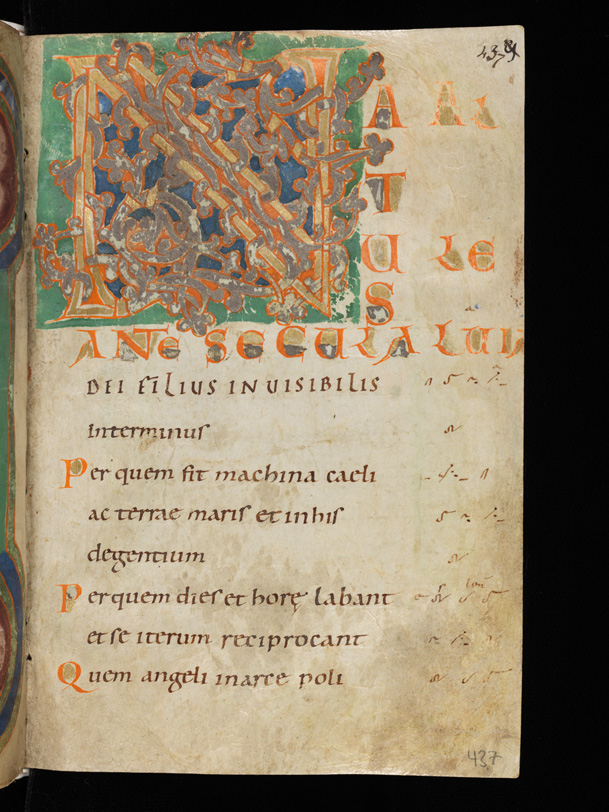
Beginn der Sequenz Natus ante saecula, S. 437
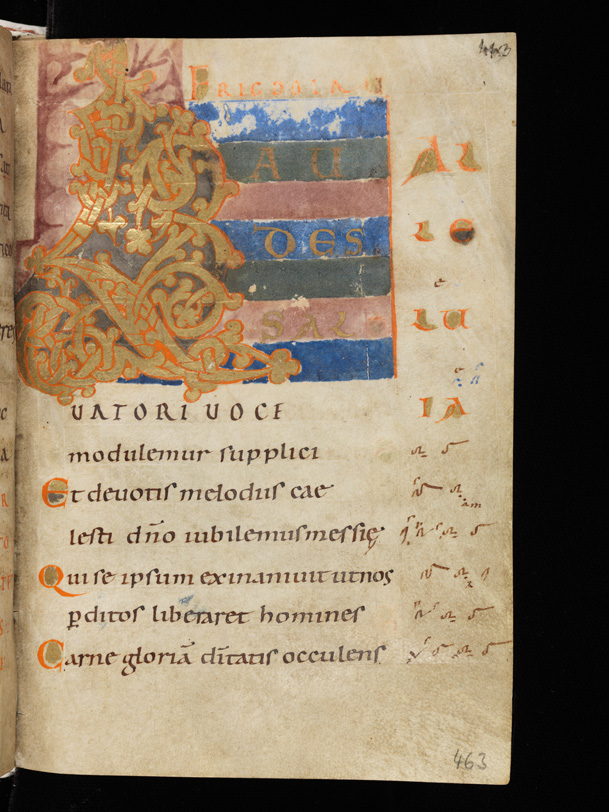
Beginn der Sequenz Laudes salvatori voce, S. 463